# Навуфей
Навуфей (до 871 год до н. э.), евр. Навот (ивр. נבות‎, др.-греч. Ναβουθαι) — библейский персонаж, жертва клеветы власть имущих — израильской царицы Иезавели (3Цар. 21).

## Библейская история

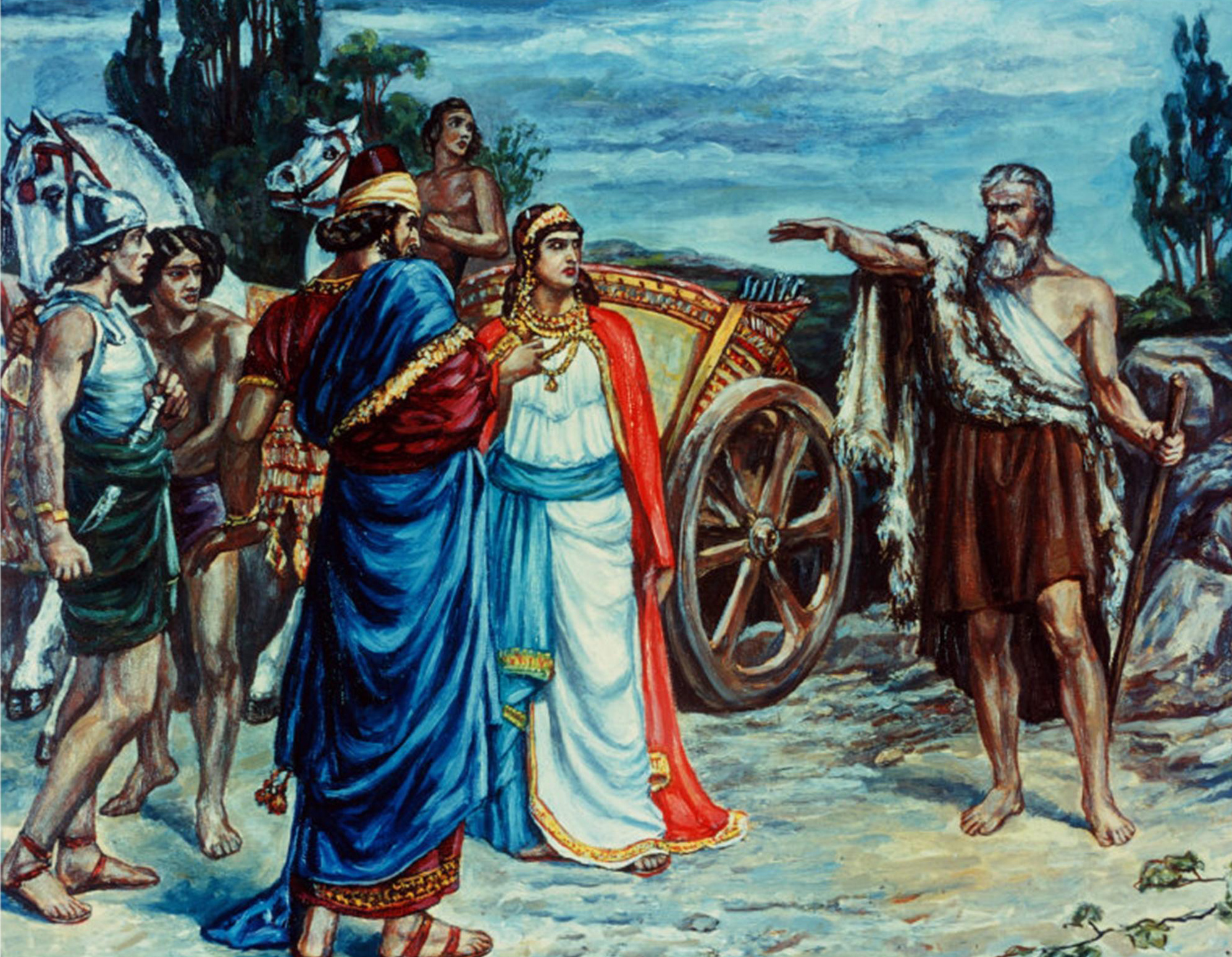
Пророчество Ильи-пророка Ахаву и Иезавели в винограднике.

В Изрееле Навуфей владел виноградником, расположенным рядом с дворцом царя Ахава, и отказался продать Ахаву свой наследственный надел. После чего царица Иезавель инициировала неправедный суд, и Навуфей был оклеветан, официально обвинён в богохульстве и казнён через побитие камнями. Пророк Илия явился царю и наложил на весь царский род проклятие. Ахав нашёл силы раскаяться, тогда Илья получил от Бога пророчество, что род Ахава будет уничтожен только после его смерти (3Цар. 21:29).
Когда Ииуй убил Иорама, сына Ахава, то отдал приказ бросить труп царя на участок, принадлежавший Навуфею в знак того, что таким образом исполнилось пророчество Бога (4Цар. 9:22-26) .

## Интерпретация
Роджер Уильямс, основатель американской колонии Род-Айленд и соучредитель Первой баптистской церкви в Америке, упоминает об истории Навуфея в своей работе «The Bloudy Tenent of Persecution for Cause of Conscience» в качестве примера использования религиозных правил для оправдания нечестивых поступков.

## Образ в культуре
История Навуфея экранизирована в фильме «Грехи Иезавели» (1953). Его роль сыграл Людвиг Донат.